# Municipio de English (Illinois)
El municipio de English (en inglés: English Township) es un municipio ubicado en el condado de Jersey en el estado estadounidense de Illinois. En el año 2010 tenía una población de 487 habitantes y una densidad poblacional de 5,08 personas por km².

## Geografía
El municipio de English se encuentra ubicado en las coordenadas 39°7′31″N 90°25′47″O / 39.12528, -90.42972. Según la Oficina del Censo de los Estados Unidos, el municipio tiene una superficie total de 95.8 km², de la cual 95,78 km² corresponden a tierra firme y (0,02 %) 0,02 km² es agua.

## Demografía
Según el censo de 2010, había 487 personas residiendo en el municipio de English. La densidad de población era de 5,08 hab./km². De los 487 habitantes, el municipio de English estaba compuesto por el 98,97 % blancos, el 1,03 % eran amerindios. Del total de la población el 0 % eran hispanos o latinos de cualquier raza.